# Giulia Grisi

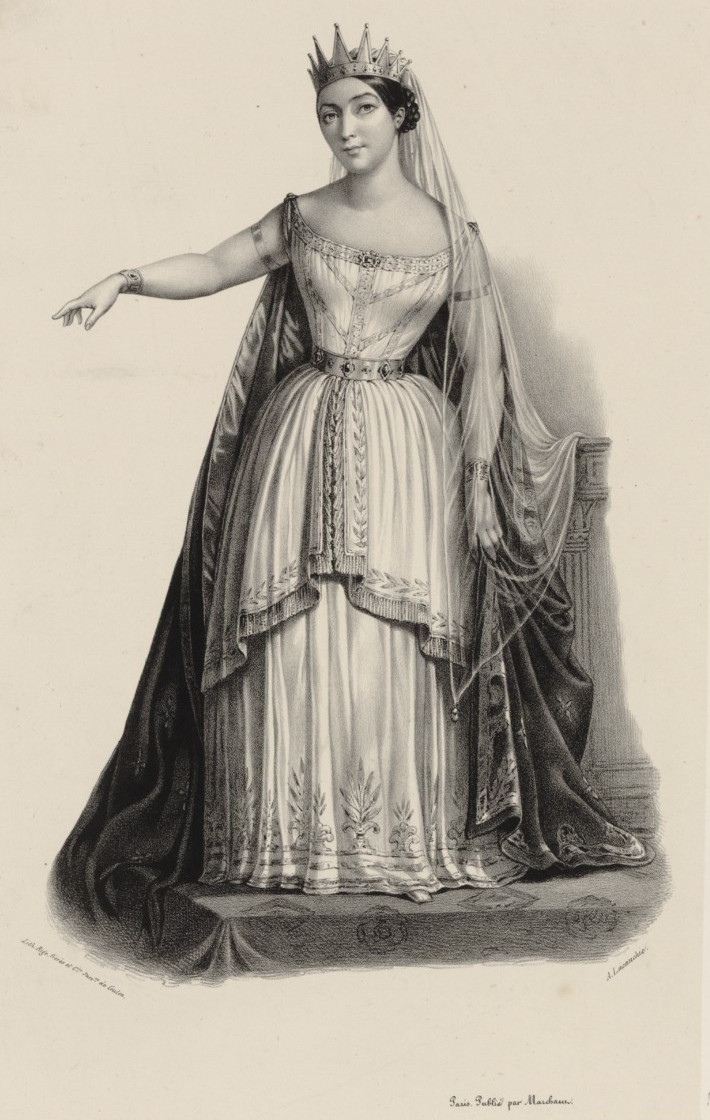
Giulia Grisi com a Norma

Giulia Grisi (Milà Itàlia), 22 de maig, 1811 - Berlín, Alemanya, 29 de novembre, 1869) va ser una cantant d'òpera italiana. Va actuar molt a Europa, Estats Units i Amèrica del Sud i va ser una de les principals sopranos del segle xix.
El seu segon marit va ser Giovanni Matteo Mario de Candia (també conegut com "Mario el Tenor"), descendent d'una família noble del Regne de Sardenya. Està enterrada al cementiri de Père Lachaise a París. La seva tomba porta la marca "Juliette de Candia", estilitzada amb el seu cognom de casat; generalment més conegut pel títol de cortesia de Marquès de Càndia.

## Anys de joventut
Nascuda a Milà, Giulia Grisi era filla de Gaetano Grisi, un dels oficials italians de Napoleó, i de Giovanna, de soltera Grassini. Provenia d'una família dotada per la música, la seva tia materna Giuseppina Grassini (1773–1850) era una cantant d'òpera admirada tant al continent com a Londres. La seva germana gran, Giuditta Grisi, també era cantant i la seva cosina Carlotta Grisi era ballarina. Giuditta Grisi va ser la primera que es va vestir d'home per interpretar el paper de Romeu a I Capuleti e i Montecchi de Bellini.
Grisi es va formar per a una carrera musical, fent el seu debut teatral com a Emma a l'òpera Zelmira de Rossini a Bolonya el 1828.

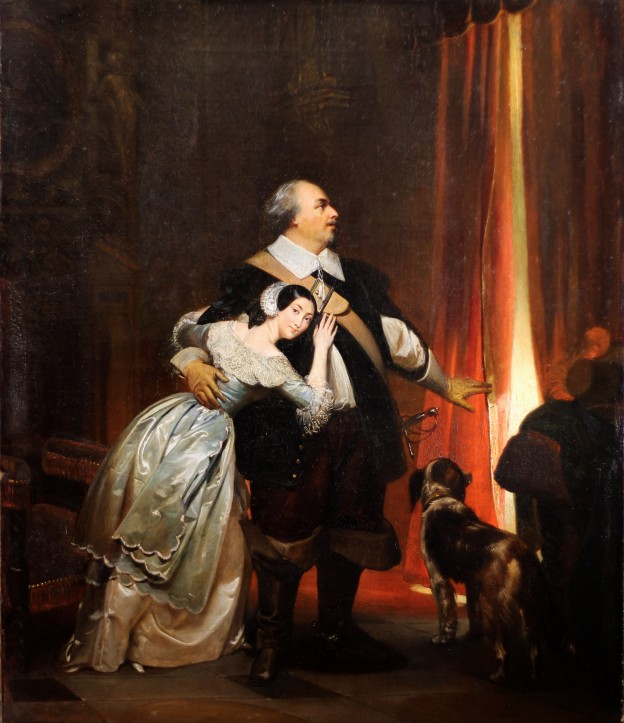
Giula Grisi i Luigi Lablanche actuant a I puritani

## Carrera operística
Tant Rossini com Bellini es van interessar per ella; va ser la primera a interpretar, a Milà, el paper d'Adalgisa a la Norma de Bellini, en la qual la soprano dramàtica Giuditta Pasta va tenir el paper principal. Grisi va debutar a París el 1832 en el paper principal de Semiramide a l'òpera de Rossini i va tenir un gran èxit. El 1834 va debutar a Londres com a Ninetta a La gazza ladra; i, de nou a París, el 1835 va crear el paper d'Elvira a l'estrena de l'òpera final de Bellini, I puritani al Théâtre-Italien. El 1842, Donizetti va escriure les parts de Norina i Ernesto de Don Pasquale per a Grisi i Giovanni Matteo de Candia, conegut generalment pel seu nom artístic de Mario, que es convertiria en l'amor de la seva vida.
La veu de Giulia Grisi va ser descrita com d'una soprano dramàtica que, durant el seu apogeu, va ser elogiada pels crítics musicals per la seva excepcional bellesa, uniformitat i suavitat. La seva carrera va durar trenta anys. Va ser una actriu destacada, i va actuar regularment a Londres amb cantants tan eminents com Luigi Lablache, Giovanni Battista Rubini i Antonio Tamburini, a més del seu marit, Mario. De fet, l'espinós comentarista de premsa Henry Chorley va elogiar-los per haver fet de l'òpera italiana un component important de l'escena musical de Londres.
El 1854, després de casar-se, Giulia i Mario van emprendre una lucrativa gira pels Estats Units d'Amèrica, on van ser tractats com a grans celebritats internacionals.

## Vida personal
Giulia Grisdi va casar-se dues vegades. El primer matrimoni va tenir lloc el 1836 Grisi i es va casar amb el noble francès comte Gérard de Melcy. El matrimoni va ser infeliç, però ell li va negar el divorci durant alguns anys. El 1838, el seu marit va descobrir una carta que ella va rebre de Frederick Stewart, quart marquès de Londonderry (aleshores Lord Castlereagh) i els dos homes van lluitar en duel el 16 de juny d'aquell any. Lord Castlereagh va rebre una ferida al canell i el comte en va sortir il·lès. Després del duel, Grisi va deixar el seu marit i va començar una relació amb Lord Castlereagh amb qui va tenir un fill, George Frederick Ormsby, nascut el novembre de 1839 a Londres.
Atès que Lord Castlereagh no tenia fills legítims de la seva dona, George Frederick primer va ser criat pel seu pare natural, sota la figura de tutor o de padrí, mentre que Grisi va continuar la seva carrera de cantant. El fill mai va ser reconegut legalment pel seu pare i li van posar un cognom Ormsby, «al costat del salze a Gal·les». Quan la relació entre Grisi i Lord Castlereagh va acabar, el pare va encarregar-se de pagar la seva educació en un internat anglès i el va educar fent-se passar per oncle del noi per veure Grisi sempre que ella era a Londres.
El seu segon marit va ser Giovanni Matteo Mario de Candia (també conegut com «Mario el Tenor»), descendent d'una família noble del Regne de Sardenya, amb qui es va casar a Londres el 1844. Mentre van viure junts abans del seu matrimoni, van mantenir cases a París i Londres. Després d'una tumultuosa batalla legal, Grisi va obtenir el seu divorci. D'aquest matrimoni, la parella va adoptar el seu fill anterior amb el nom de Fredo de Candia amb finalitats d'herència nobiliària per a l'adopció legal de George-Frederick de Candia Ormsby al Consolat Reial de Sardenya a Londres, ell vivia compartint cases entre els de La Candia i la Stewart la del seu pare natural. Un cop casats, la parella es va establir a Fulham, districte de Londres, i d'aquesta unió van tenir una família de sis filles:
- - Giulia de Candia, nascuda el juny de 1842, morta el 22 de gener de 1844, París, França.
- - Rita de Candia, nascuda l'11 de març de 1849, Ashburnham House, Chelsea, Londres, Regne Unit, va morir a Berlín, Alemanya, després de 1886; va ser promesa en matrimoni amb el nebot de Sir John Aird Bart
- - Maria Angelina de Candia, nascuda a Chelsea, Londres, Regne Unit, desembre de 1850, morta el 24 de desembre de 1853, París, França.
- - Cecilia Maria de Candia, nascuda el 24 de desembre de 1853, Brighton, Regne Unit, morta el 26 de maig de 1926, Bordighera, Itàlia; es va casar amb Godfrey Pearse, el 29 de febrer de 1872 a St.Pauls, Wilton Grove, Londres.
- - Clelia de Candia, nascuda el 1855, Fulham, Londres, Regne Unit, data de mort desconeguda; es va casar amb Arthur Powys-Vaughan, el maig de 1875 a St. George's Hanover Square, Londres.[10] Van tenir una filla Ivy Clelia G de Candia Powys-Vaughan (1876-1951) i un fill "Gwyn" Sir Gwynneth de Candia Powys-Vaughan (ca. 1879 -)
- - Bella Maria de Candia, nascuda el 25 de desembre de 1857 a Fulham, Londres, Regne Unit, va morir el desembre de 1861 a Brighton.

Sovint tornaven a Itàlia, vivint de temporada a la Villa Salviati de Florència, una propietat que Mario havia comprat el 1849. Grisi va escriure en el seu diari sobre els apassionants temps passats allí amb convidats distingits del món de l'òpera i l'aristocràcia. Però preferia les seves vacances familiars privades a la seva casa rural de Bordighera, el lloc on se sentia com a casa.

## Mort

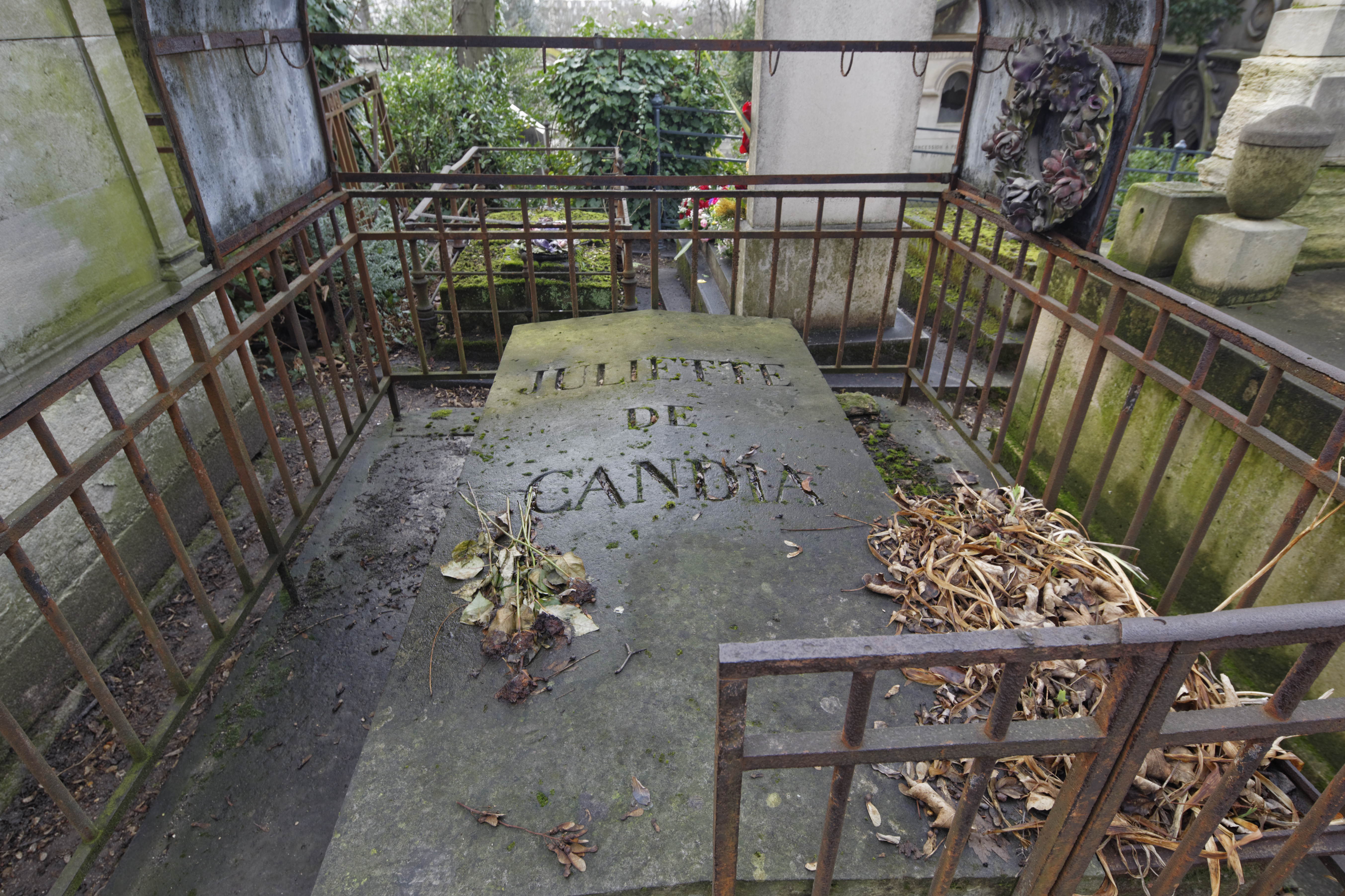
Tomba de Giulia Grisi

Durant un viatge a Sant Petersburg, Rússia, mentre viatjava en tren amb la seva família, Grisi va patir un accident després d'haver creuat la frontera cap a Alemanya. La van portar a un hotel de Berlín, on va passar els seus últims dies sota la cura de la doctora Isabell. Va morir allà el 29 de novembre de 1869, als 58 anys. El seu marit va portar el seu cos a París, on va ser enterrada al Cementiri del Père-Lachaise. La seva tomba està marcada amb una pedra blanca llisa amb la inscripció "Juliette de Candia".

## Llegat
La seva increïblement rica carrera operística es va recopilar en discos musicals, quadres i pintures. A la seva mort, el seu marit va donar una gran quantitat per a la creació de les beques de Sopranos a l'Òpera de París, el teatre que primer va donar fama a la veu de Guiglia.
Una de les seves filles amb Mario, Cecilia Maria de Candia, es va convertir en una escriptora reconeguda i es va casar amb un cavaller anglès, Godfrey Pearse, i el 1910 va publicar el llibre The Romance of a Great Singer – A Memoir of Mario.